# Landschaftsschutzgebiet Bremer-, Banner- und Wamelbachsystem
Das Landschaftsschutzgebiet Bremer-, Banner- und Wamelbachsystem mit 107 ha Flächengröße liegt in der Gemeinde Ense im Kreis Soest. Das Gebiet wurde 2006 mit dem Landschaftsplan V Ense-Wickede durch den Kreistag als Landschaftsschutzgebiet (LSG) ausgewiesen. Der LSG liegt westlich von Bremen. Das LSG geht bis an den Siedlungsrand. Das Naturschutzgebiet Bremer Bachaue teilt das LSG in drei Teilflächen. Im Norden grenzt das Landschaftsschutzgebiet Ruhrterrassen und im Süden das Landschaftsschutzgebiet Füchtener Heide/Fürstenberg an. Die Bundesautobahn 45 grenzt das LSG im Nordwesten ab.

## Beschreibung
Das LSG umfasst den Talrand vom Bremer Bachtal. Während Bannerbach und Wamelbach innerhalb des LSG verlaufen. Es befinden sich überwiegend Grünlandflächen im LSG. Im Südwesten gehören auch größere Waldbereiche zum LSG. Feldgehölzen, Hecken, Einzelbäumen und Obstwiesen befinden sich zerstreut im LSG.

## Schutzzweck
Die Ausweisung erfolgte wie bei anderen LSGs im Landschaftsplangebiet zur Erhaltung oder Wiederherstellung der Leistungsfähigkeit des Naturhaushaltes; wegen der Vielfalt, Eigenart oder Schönheit des Landschaftsbildes oder wegen ihrer besonderen Bedeutung für die Erholung.
Für das LSG wurde speziell als Schutzzweck aufgeführt:
- Besondere Bedeutung als Vernetzungskorridor zum angrenzenden Naturschutzgebiet Ruhraue (Kreis Soest), das im Rahmen der FFH-Richtlinie als innerhalb der Europäischen Gemeinschaft besonders schutzwürdiger Bereich ausgewiesen ist.
- Ausstattung des Bereiches mit belebenden und gliedernden Landschaftselementen, wie Baumreihen, Obstbäumen und Feldgehölzen, des bestehenden, vielfach extensiv genutzten Grünlandanteils und der naturnahen Waldflächen.
- Der besonderen Bedeutung als Vernetzungskorridor im Biotopverbundsystem zwischen Fürstenberg, Ruhrtal und Oevinghauser Wald.
- der Eigenart und Vielfalt des mit naturnahen Laubwäldern, Feldgehölzen, Hecken, Einzelbäumen, Obstgehölzen, Wasserläufen und Gräben sowie teilweise grundwassernahen Grünlandflächen und der Schichtquellen östlich der Bremer Heide sowie eines ehemaligen Steinbruchs reich ausgestatteten Landschaftsraumes.
- Hoher Wert für die landschaftsbezogene Naherholung.

## Rechtliche Vorschriften
Wie in den anderen Landschaftsschutzgebieten im Landschaftsplangebiet besteht im LSG ein Verbot, Bauwerke zu errichten. Die Untere Naturschutzbehörde kann Ausnahme-Genehmigungen für Bauten aller Art erteilen. Wie in den anderen Landschaftsschutzgebieten besteht im LSG ein Verbot, Weihnachtsbaum-, Schmuckreisig- und Baumschul-Kulturen anzulegen. Es ist z. B. auch verboten, Bäume, Sträucher, Hecken, Feld- oder Ufergehölze zu beseitigen oder zu schädigen.